# Ana Rosa Quintana

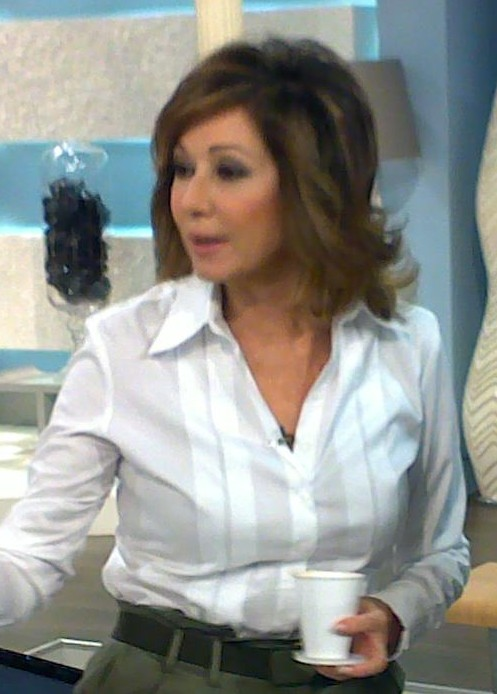
Ana Rosa Quintana (2010).

Ana Rosa Quintana Hortal (* 12. Januar 1956 in Madrid) ist eine spanische Journalistin und Fernsehmoderatorin.
Sie studierte Kommunikationswissenschaften an der Universität Complutense Madrid. Sie arbeitete im Radio (Radio Nacional de España, Radio Continental, Radio 80, Antena 3 Radio) bevor sie begann, für das Fernsehen zu arbeiten. Ihr Buch Sabor a hiel (Gallengeschmack) aus dem Jahr 2000 wurde eines Plagiats beschuldigt.
Sie hat einen Sohn mit ihrem ersten Ehemann (1986) und Zwillinge mit ihrem gegenwärtigen Ehemann (2004).

## Fernsehsendungen
- El programa de Ana Rosa (2006–2015), Telecinco
- Sabor a ti (1998–2004), Antena 3
- Extra Rosa (1997–1998) mit Rosa Villacastín, Antena 3
- Veredicto (1994–1995), Telecinco
- Telediario (1982–1983), TVE

## Filmografie (Auswahl)
- 1987: Asignatura aprobada